# The Mysterious Geographic Explorations of Jasper Morello
Las misteriosas exploraciones geográficas de Jasper Morello (en inglés: The Mysterious Geographic Explorations of Jasper Morello) es un cortometraje animado australiano de 2005, dirigido por Anthony Lucas. Esta obra destaca por su estética steampunk y una innovadora técnica de animación que mezcla teatro de sombras y infografía. Fue nominada al Premio Óscar en 2006 en la categoría de mejor cortometraje animado.

## Sinopsis
La historia está ambientada en la ficticia ciudad industrial de Gothia, donde el transporte en dirigibles es común y una devastadora pandemia de origen desconocido está diezmando a la población. El protagonista, Jasper Morello, es un navegador real marcado por la culpa de un accidente previo en el que uno de sus compañeros de tripulación perdió la vida debido a un error en sus cálculos. Jasper recibe la orden de embarcarse en una misión para colocar boyas meteorológicas, un viaje que podría ayudar a su ciudad a evitar rutas peligrosas.
Durante el viaje, se le une el Dr. Claude Belgon, un biólogo real obsesionado con encontrar una cura para la epidemia que azota Gothia. El capitán de la misión, Otto Griswald, debe navegar a través de una tormenta en la que se pierden instrumentos esenciales, y su dirigible sufre daños tras colisionar con una nave abandonada.
El equipo encuentra una isla flotante habitada por una misteriosa criatura similar a un insecto gigante. Logran matarla y descubren que la sangre hervida de la criatura posee propiedades curativas que alivian los síntomas de la enfermedad. Dr. Belgon insiste en llevar varios capullos de la criatura a bordo para cultivar más ejemplares con la esperanza de encontrar la cura definitiva.

## Personajes
- Jasper Morello: Navegante protagonista de la historia, un hombre atormentado por un error del pasado que intenta redimirse y salvar a su esposa Amelia de la plaga.
- Dr. Claude Belgon: Científico y biólogo del Real Academia, cuya obsesión por la fama y la cura de la plaga lo lleva a tomar decisiones extremas.
- Capitán Otto H. Griswald: Capitán del dirigible Resolution, responsable de la tripulación y las decisiones en el vuelo.
- Amelia Morello: Esposa de Jasper y enfermera en Gothia, quien cae enferma por la plaga.
- Kemp y Kovacs: Miembros de la tripulación que acompañan a Jasper y Belgon en la misión.

## Técnica de animación
El estilo visual de la película es una mezcla de teatro de sombras, con personajes en silueta, similar al estilo de las marionetas de sombra del teatro de sombras indonesio. Se inspira en la técnica utilizada en el clásico de animación Las aventuras del príncipe Achmed (1926).
Para realizar este corto, se utilizó un enfoque experimental denominado "anymation", que incluía recortes de cartón escaneados y manipulados digitalmente en Adobe Photoshop, además de otros objetos y materiales. Los fondos se construyeron en capas 2D para simular profundidad, y ciertos efectos visuales (como las escenas con dirigibles) se crearon en 3D con 3DS Max, mientras que el programa Combustion añadió efectos de partículas para simular el humo y otros detalles atmosféricos.

## Recepción y premios
Las misteriosas exploraciones geográficas de Jasper Morello fue aclamada por su originalidad y estética. La película fue nominada al Óscar al mejor cortometraje animado en 2006, y ganó varios premios en festivales internacionales:

### Premios ganados
- Premios Australian Film Institute: Mejor Cortometraje Animado, Premio al Logro Destacado en Diseño de Producción
- IF Awards 2005: Premio IF para Mejor Animación
- Flickerfest 2005: Premio Yoram Gross a Mejor Animación, Premio Audioloc por Logro en Sonido
- Festival Internacional de Cine de Animación de Annecy 2005: Le Cristal d’Annecy – Grand Prix Court Métrage
- Worldwide Short Film Festival 2005: Premio C.O.R.E. para Mejor Cortometraje Animado
- Dendy Awards 2005: Premio Yoram Gross a Mejor Animación
- Festival Sicaf 2005: Premio Especial del Jurado
- Dragon Con 2005: Primer Lugar en Animación de Ciencia Ficción y Fantasía
- Festival Internacional de Cortometrajes de Palm Springs 2005: Segundo Lugar Premio del Jurado
- Festival Internacional de Cine de Valladolid 2005: Premio 50 Aniversario

## Festivales y Selección
La película fue seleccionada en numerosos festivales alrededor del mundo, incluyendo:
- Festival Internacional de Cine de Melbourne 2005
- Festival Internacional de Cine de Brisbane 2005
- Festival Internacional de Cine de Edimburgo 2005
- Animadrid, España
- Fantoche, Suiza
- Buster, Copenhague
- Festival de Cine de Leipzig, Alemania
- Imago 2005, Portugal
- PISAF, Corea
- Horror and Fantasy Film Festival, San Sebastián, España
- Festival Internacional de Cortometrajes de La Ciotat, Francia

## Influencia y estilo
La película es ampliamente reconocida como una de las representaciones más icónicas del steampunk en el cine animado. Su estética, ambientada en una época victoriana ficticia, y la construcción de su mundo visual –lleno de dirigibles, tecnología de vapor y máquinas voladoras– han llevado a que Las misteriosas exploraciones geográficas de Jasper Morello se considere una obra de referencia dentro de la cultura steampunk.